# Филиппов, Владимир Зиновьевич
Влади́мир Зино́вьевич Фили́ппов (род. 24 ноября 1950, Москва) — советский и российский архитектор , Председатель отделения архитектуры Международной академии современных искусств, автор проектов станций метрополитена в Москве, Минске, Киеве, Новосибирске. Литератор и художник.

## Биография
Владимир Филиппов родился в Москве 24 ноября 1950 года. В 1978 году окончил Московский архитектурный институт. С 1975 года сотрудник и в настоящее время (2015 год) ведущий архитектор ОАО “Метрогипротранс“.

## Архитектура
С 1979 года Владимир Филиппов работает над многочисленными проектами станций метро в Москве, Минске, Киеве, Новосибирске, Днепропетровске. Член Союза архитекторов России (1985 г.). С 1981 по 2013 годы Владимир Филиппов стал автором более двадцати проектов станций метрополитена многие из которых награждены профессиональными и общественными наградами. Почетный проектировщик России (2008 год). Архитектор всероссийского и межрегионального значения, вошедший в рейтинг “Элита архитектуры XVIII-XXI веков“ (2013 год).

### Станции Московского метрополитена
| Название станции             | Линия | Год запуска | Соавторы                                                                                 |
| ---------------------------- | ----- | ----------- | ---------------------------------------------------------------------------------------- |
| Кантемировская               | @2    | 1984        | Р. И. Погребной                                                                          |
| Третьяковская (северный зал) | @8 @6 | 1986        | Р. И. Погребной                                                                          |
| Цветной бульвар              | @9    | 1988        | Р. И. Погребной                                                                          |
| Дмитровская                  | @9    | 1991        | Р. И. Погребной                                                                          |
| Петровско-Разумовская        | @9    | 1991        | С. А. Севастьянов                                                                        |
| Петровско-Разумовская        | @10   | 2016        | Н. И. Шумаков, А. В. Некрасов, Г. С. Мун                                                 |
| Окружная                     | @10   | 2018        | Н. И. Шумаков, А. В. Некрасов, Г. С. Мун                                                 |
| Верхние Лихоборы             | @10   | 2018        | Н. И. Шумаков, А. В. Некрасов. Г. С. Мун                                                 |
| Селигерская                  | @10   | 2018        | Н. И. Шумаков, А. В. Некрасов. Г. С. Мун                                                 |
| Люблино                      | @10   | 1996        | С. М. Белякова                                                                           |
| Марьино                      | @10   | 1996        | С. М. Белякова                                                                           |
| Дубровка                     | @10   | 1999        | С. М. Белякова                                                                           |
| Улица Академика Янгеля       | @9    | 2001        | С. М. Белякова, соавторы И. В. Петрова, Т. А. Силакадзе                                  |
| Бульвар Дмитрия Донского     | @9    | 2002        | С. М. Белякова, С. А. Петросян, при участии И. В. Петровой, Т. А. Силакадзе              |
| Улица Старокачаловская       | @12   | 2003        | С. А. Петросян, соавторы И. В. Петрова и Т. А. Силакадзе                                 |
| Трубная                      | @10   | 2007        | С. А. Петросян, А. В. Рубан, Т. А. Силакадзе, Т. В. Петрова, при участии С. Б. Прытковой |
| Митино                       | @3    | 2009        |                                                                                          |
| Пятницкое шоссе              | @3    | 2012        |                                                                                          |
| Лесопарковая                 | @12   | 2014        | С. А. Петросян                                                                           |

### Прочие проекты
- Лефортовский автодорожный тоннель с притоннельными сооружениями в Москве (2003 год).
- Северо-западные автодорожные тоннели с притоннельными сооружениями, совмещённые с линией метро в Москве (2007 год)

## Изобразительное искусство
С 1994 года Владимир Филиппов экспонирует свои живописные и скульптурные произведения в коллективных выставках Центрального дома художника Москвы. Член Профессионального союза художников России (2004 год).